# Kirchberg in Tirol
Kirchberg in Tirol è un comune austriaco di 5 168 abitanti nel distretto di Kitzbühel, in Tirolo. Stazione sciistica specializzata nello sci alpino, ha ospitato varie tappe della Coppa del Mondo e della Coppa Europa.